# O Sol dos Amantes
O sol dos amantes é um filme brasileiro de 1979, do gênero drama, dirigido por Geraldo Santos Pereira.

## Sinopse
Conta a história de uma mulher que vivia em Minas Gerais nos anos 30 que, forçada a se casar com o filho de um coronel, resolve fugir com outro homem que a ama.

## Elenco[1]
- Júlio Braga ... Pedro
- Francinete ... Glorinha
- Oswaldo Loureiro ... Coronel Patrício
- Átila Iório ... Jovino
- Vanda Lacerda ... Dona Arminda
- Roberto Bonfim ... Firmino
- Angelina Muniz ... Ritinha
- Milton Gonçalves ... Sebastião Raimundo
- Elza Marzullo ... Inhá Floripa